# NGC 3302
NGC 3302 este o galaxie situată în constelația Mașina Pneumatică. A fost descoperită în 28 ianuarie 1835 de către John Herschel.